# نادي بورغوس
نادي بورغوس (بالإسبانية: Burgos CF)‏ نادي كرة قدم إسباني يلعب حاليا في دوري الدرجة الثالثة الإسباني. تأسس النادي في 13 أغسطس 1985 وبدا اللعب في 1994 ويقع مقره في مدينة بورغوس. يلعب الفرق مبارايته الرسمية على ملعب استاديو ايل بلانتيو ويسع حوالي 14 ألف متفرج.